# Санта Марија (Ређо ди Калабрија)
Санта Марија је насеље у Италији у округу Ређо ди Калабрија, региону Калабрија.
Према процени из 2011. у насељу је живело 185 становника. Насеље се налази на надморској висини од 764 м.